# Clément Langué Tsobgny
 (juin 2020).
Clément Langué Tsobgny, né en 1935 et mort en 1996, est un haut fonctionnaire camerounais. Il occupe notamment les fonctions de Directeur du cabinet civil du président Ahmadou Ahidjo, de Ministre Plénipotentiaire, d'Ambassadeur. 

## Biographie

### Origines
Clément Langué Tsobgny est né en 1935, dans le royaume Bafou, dans l’Ouest du Cameroun. Il est le fils du chef Baleng Paul Tsobgny, Fo’o Leng (chef du village « Leng »). Le village Baleng à Bafou a été nommé ainsi en hommage au royaume Baleng, près de Bafoussam, le plus ancien royaume bamiléké. Clément Langué Tsobgny est le petit-fils de Foghap, général (Tenguiamendzong) du roi Bafou Tenkongmo.  

### Formation
Clément Langué Tsobgny se distingue rapidement par ses facilités à l’école. Encore enfant, il tient les comptes pour son père le chef Baleng. Son père le fait partir pour la France vers 1950 pour y poursuivre ses études secondaires et universitaires. Il fait des études de droit à la Faculté de Droit et des Sciences Économiques de Toulouse où il obtient une licence en droit (Section Droit public) en 1960, puis termine ses études à l’Institut des Hautes Études d’Outre-Mer, section Diplomatique en 1962.

### Carrière

#### Directeur du Cabinet Civil du Président Amadou Ahidjo
Une fois ses études terminées, il retourne au Cameroun en 1962. Il est nommé Directeur du Cabinet Civil du Président Amadou Ahidjo . Ses capacités en droit sont rapidement mises à contribution lors des « négociations » entre la France et le Cameroun à la suite de l’indépendance. Comme pour toutes ses colonies, et Haïti en est l’exemple le plus célèbre, la France exige de passer l’ensemble de ses dépenses au Cameroun en dette pour le jeune pays nouvellement indépendant. Clément Langué Tsobgny, aidé par d’autres hauts fonctionnaires Camerounais, obtient l’invalidation de cette demande, sur l’argument juridique du statut de « territoire sous mandat » du Cameroun.
Il est alors dans le collimateur des autorités françaises et notamment du secrétariat général des Affaires africaines et malgaches (autrement dit de Jacques Foccart). Une espionne de ces services arrive à le compromettre dans une affaire de mœurs, ce qui l’oblige à quitter le Cameroun en 1967.

#### Ministre Conseiller en Belgique
Il rejoint la Belgique où il occupe le poste de Ministre Plénipotentiaire, et il représente le Cameroun auprès des organisations internationales. Il négocie de nombreux traités et conventions, et notamment en Belgique , en Allemagne, etc. Il initialise un mouvement de solidarité pour la santé, et un groupe de pharmaciens belges réunit des médicaments pour le Cameroun.

#### Ambassadeur en Chine
Clément Langué Tsobgny devient ensuite Ambassadeur du Cameroun en Chine en 1972. Il lance la coopération Sino Camerounaise, qui culminera avec l’édification de ce qui est aujourd’hui le Palais des Congrès, et qui s’appelait initialement le Palais du Peuple. Lors de sa mission en Chine, il est le porte-parole des ambassadeurs des pays africains. Il se lie d’amitié avec George H. W. Bush, alors à la tête du Bureau de Liaison des États-Unis à Pékin (Les États-Unis n’avaient pas encore d’Ambassade à l’époque), ainsi que le Roi Norodom Sihanouk, alors exilé à Pékin.
Il est rappelé au Cameroun en 1976. Il est pionnier du mouvement du retour à la terre pour les fonctionnaires, et crée une ferme où il cultive des ananas et élève des animaux dans la banlieue de Yaoundé.

#### Mission du Cameroun aux Nations Unies
Avec l’arrivée au pouvoir de Paul Biya, qui était son adjoint lorsqu’il était directeur du Cabinet Civil du Président Ahidjo, il est nommé en 1983 à la mission du Cameroun aux Nations unies, à New-York.

#### Ministre Conseiller à Moscou
En 1985, il est envoyé comme Ministre Conseiller à Moscou, à l’ambassade du Cameroun en URSS.

#### Retour au Cameroun
Il prend sa retraite en 1989. Il retourne à Yaoundé où il milite pour l’investissement dans la jeunesse pour assurer l’avenir de la nation.
Il est décédé en 1996.

### Décorations
- Chevalier de l'Ordre National du Mérite par la France
- Commandeur de l'Ordre du Mérite par le Sénégal
- Officier de l'Ordre National du Mérite par le Gabon
- Grand Officier de l'Ordre du Mérite Centrafricain